# Мадрид (Њу Мексико)
Мадрид (енгл. Madrid) насељено је место без административног статуса у америчкој савезној држави Њу Мексико.

## Демографија
По попису из 2010. године број становника је 204, што је 55 (36,9%) становника више него 2000. године.
| Група             | 2000.       | 2010.       |
| Белци             | 110 (73,8%) | 190 (93,1%) |
| Афроамериканци    | 3 (2,0%)    | 0 (0,0%)    |
| Азијати           | 0 (0,0%)    | 1 (0,5%)    |
| Хиспаноамериканци | 31 (20,8%)  | 7 (3,4%)    |
| Укупно            | 149         | 204         |